# Ami Mizuno
Sailor Mercur este unul dintre personajele centrale ale metaseriilor Sailor Moon. Numele ei real este Ami Mizuno (水野 亜美 Mizuno Ami) sau Amy Andersen în variantele din limba engleză, o școlăriță cu intelect de geniu, care se poate transforma în una din eroinele seriilor Sailor Senshi.
Sailor Mercur este unul din primii membri care vor fi descoperiți de Sailor Moon și care vor constitui Sailor Team fiind "creierul" grupului. Puterile ei sunt asociate cu stările de agregare ale apei și își poate utiliza supercalculatorul pentru o analiză rapidă a unui inamic în luptă.
În afară de corpul principal al seriilor Sailor Moon, Ami are propria ei poveste în seria manga Ami`s First Love. Publicată inițial în volumul 14 din manga, aceasta a fost singura dintre cele trei povestiri din triada "Exam Battle" care a fost ecranizată într-un "Special" pentru seriile anime. Un număr de cântece pentru personaje figurând personajul lui Ami au fost de asemenea lansate, inclusiv conținutul a trei single-uri. 

## Profil
Trăsătura cea mai accentuată a personajului Ami este că în anime și manga ea e extrem de inteligentă și se zvonește că are un IQ de 300, în timp ce în musical acest lucru e apreciat ca un fapt. Ea este părtașă la engleză atât în musical cât și în anime. Colegii ei o vizualizează cu un amestec de teamă și dezgust, interpretând greșit timiditatea ei ca un snobism, și astfel ea tinde să aibă un moment dificil de aș face prieteni. Ami este descrisă ca fiind dulce, blândă, loială precum și ușor nesigură. Ea de asemenea n-a apreciat cearta dintre Sailor Moon și Sailor Mars. Încă de la începutul poveștii, ea se bazează mult pe aprobarea mamei ei, a profesoriilor și a prietenilor, dar când seria progresează Ami devine mai puternică și mai încrezătoare în sine. Ea este în general dintre personajele principale mai sensibilă, și este de multe ori singura jenată când grupul are un moment de plictiseală în minte. Pe măsură ce povestea începe, Ami a participat la liceul Azabu Juban, împreună cu Usagi Tsukino și mai târziu Makoto Kino. De-a lungul seriei, Ami își petrece o mare parte din timpul liber studiind. Ei îi place să citească, și de asemenea visează spunând cu voce că o să fie medic ca mama ei și devine unul în Sailor Moon paralel și seria live-action. În musical, visul lui Ami de a deveni  medic este dacă lasă Japonia pentru a studia în străinătate la o temă recurentă. Ami are o mare apreciere pentru artă, precum și pentru știință și, spre deosebire de reprezentarea ei ca un șoarece de bibliotecă, se bucură de cultura populară și romane de dragoste (deși ei îi este de obicei rușine să recunoască). În ambele serii anime și manga, diligența lui Ami în studiile sale a devenit un gag rulat în serie. Ea nu se ceartă cu Usagi și cu ceilalți pentru a le face temele și ea poate deveni obsesivă despre faptul că e cel mai bun student. Personajul ei a fost interpretat ca un comentariu politic despre sistemul de învățământ din Japonia. Ea afișează uneori o atracție pentru băieții de vârsta ei, și alte ori are o aversiune pentru asta. Scrisorile de dragoste sunt enumerate ca singurul motiv pentru problemele ei, pentru că atunci când primește una îi dă erupție. În anime, un coleg de clasă pe nume Ryo Urawa îi află identitatea și își exprimă atracția față ea, dar acest lucru nu se rezolvă pentru că el dispare după două apariții în prima serie.
Pe lângă citit, Ami joacă șah și practică înotul în scopul de a se relaxa. Ea iubește toate materiile, în special matematica. Alimentele ei preferate sunt sandviș, anmitsu (un fel de salată de fructe japoneză) și urăște seriola japoneză (un pește osos). Alte plăceri includ pisicile, culorile acvamarin și albastru, floarea preferată este nymphaeaceae și piatra prețioasă este safirul.
Ami este una din cele câteva fete din serie a cărei situație familială este menționată în mod explicit în anime. Părinții ei sunt divorțați și ea locuiește cu mama ei, un medic ocupat, care nu este foarte des acasă, numită Saeko Mizuno în seria live-action. Aceasta arată foarte similar, iar Ami își admiră mama și dorește să trăiască urmând exemplele ei. Pe lângă tendința de a munci mai mult, dl Mizuno este portretizat ca o persoană bună, care în mod deschis nu avea timp să petreacă cu fiica sa. Tatăl lui Ami nu a fost niciodată numit, dar în manga și anime este menționat faptul că e pictor. Manga spune că niciodată nu a vizitat-o, după ce a decis să nu vină o zi acasă de la pădure, unde s-a relaxat și a pictat, dar îi trimitea cărți poștale de ziua ei. Gândindu-se la acest lucru, Ami uneori nu se îngrijorează cu privire la separarea părinților ei, parțial din cauza faptului că în Japonia, divorțul este un subiect ce nu trebuie discutat.
În seria live-action, Ami este deosebit de timidă, și de obicei poartă ochelari în public chiar dacă nu are nevoie de ei. În gimnaziu ea nu are prieteni. Asta, până s-a întâlnit cu Usagi luând mereu masa de prânz pe acoperiș ca să poată studia. Usagi pare a fi singura care realizează că Ami este pur și simplu timidă, nu cu adevărat distantă, și se împrietenește cu ea treptat. A ajutat-o pe Ami să afle că ea este mai mult decât un șoarece de bibliotecă. În Actul 34, când mama ei încearcă să o transfere la o altă școală crezând că prietenele lui Ami sunt influențe negative, Ami a evitat interviul de la admitere și a petrecut o noapte la ascunzătoarea luptătoarelor Senshi su Rei Hino. Mai târziu, Ami i-a spus mamei sale că în viața ei ceea ce face acum este mai important decât să studieze, și mama ei a înțeles.
Ami este un fel de persoană blândă care nu suportă certurile și urăște să afecteze oamenii nevinovați. Această trăsătură a fost citată chiar în titlul unui episod anime, "Believe in Love! Ami, a Kind Hearted Senshi", unde le-a convins pe Sailor Uranus și Sailor Neptun să nu o ucidă pe Hotaru. Ca și camarazii ei, loialitatea sa față de Sailor Moon este de neclintit; ea chiar sacrificându-și viața pentru prințesă, dacă este necesar.

## Înfățisare și forme

### Prințesa Mercur
Potrivit seriei manga în timpul Regatului de Argint, Sailor Mercury a fost prințesă pe planeta ei. Ea a fost printre cei care aveau obligația de a o proteja pe Prințesa Serenity a Regatului Lunii. Ca Prințesa Mercur,ea a locuit în Regatul Mariner și a purtat o rochie albastru-deschis, dar apare în această formă numai în manga originală și în arta suplimentară.

## Puteri speciale și obiecte
Transformări
- Mercury Power! Make-up! - Primul ei stilou de transformare în Sailor Mercury.
- Mercury Star Power! Make-up! - Stiloul ei cu putere stelară pentru a se transforma în Sailor Mercury.
- Mercury Crystal Power! Make-up! - Rodul ei de schimbare a cristalului pentru a se transforma în Super Sailor Mercury.

Atacuri:
- Bubble Spray-prima tehnică utilizată de Sailor Mercury care a produs o ceață deasă care ascunde zona, dar în care Luptătoarele Senshi pot vedea clar. A fost o abilitate de sprijin, incapabilă de a face rău în mod direct dușmanilor.
- Bubble Spray Freezing - o formă mai puternică a puterii Bubble Spray care poate dăuna efectiv, sau cel puțin imobiliza dușmanii. A apărut prima dată în Sailor Moon R.
- Shine Aqua Illusion - capacitatea lui Sailor Mercury care e ofensivă pură apărută în sezonul doi. Ea a produs o explozie de apă care ar putea distruge sau congela ținta.
- Mercury Aqua Rhapsody - cel mai puternic atac al lui Mercury care creează o liră apoasă cu o explozie de apă dinamică. Ea a primit această putere în sezonul patru.

## Seiyu
- Aya Hisakawa (anime)
- Chisaki Hama (in PGSM)
- Karen Bernstein (dub 1-82)
- Liza Balkan (dub +83)